# جیمز ئی. نیوکام
جیمز ادوارد نیوکام (انگلیسی: James Edward Newcom؛ ۲۹ اوت ۱۹۰۵ – ۶ اکتبر ۱۹۹۰) تدوین‌گر آمریکایی بود.

## جوایز و افتخارات
- جایزه اسکار بهترین تدوینگر فیلم بخاطر فیلم بر باد رفته (۱۹۳۹)
- نامزد جایزه اسکار بهترین تدوین فیلم بخاطر فیلم Since You Went Away (۱۹۴۴)
- نامزد جایزه اسکار بهترین تدوین فیلم بخاطر فیلم Annie Get Your Gun (۱۹۵۰)
- نامزد جایزه اسکار بهترین تدوین فیلم بخاطر فیلم Tora! Tora! Tora! (۱۹۷۰)

## بخشی از فیلم‌شناسی
- ستاره‌ای متولد شده است (۱۹۳۷)
- بر باد رفته (۱۹۳۹)
- گریز (۱۹۴۱)
- تورتیلا فلت (۱۹۴۲)